# Isoindole
L'isoindole est un composé aromatique hétérocyclique bicyclique, constitué d'un cycle benzénique fusionné avec un cycle de pyrrole. C'est un isomère de l'indole et sa forme réduite est l'isoindoline.
En solution, sa forme tautomère sans aromaticité sur l'ensemble de la molécule est prédominante :
Le composé ressemble donc plutôt à un pyrrole qu'à une imine. Les isoindoles sont les noyaux des phtalocyanines, une importante classe de colorants.

## Isoindole-1,3-diones
La phtalimide, un composé important dans le commerce, est une isoindole-1,3-dione avec deux groupes carbonyles attachés à l'hétérocycle.